# Holasteroida
Ordre
Les Holasteroida sont un ordre d'oursins irréguliers du groupe des Atelostomata (oursins irréguliers sans mâchoire).

## Systématique
L'ordre des Holasteroida a été créé par John Wyatt Durham (d) et Richard Valentine Melville (d) en 1957.

## Description et caractéristiques

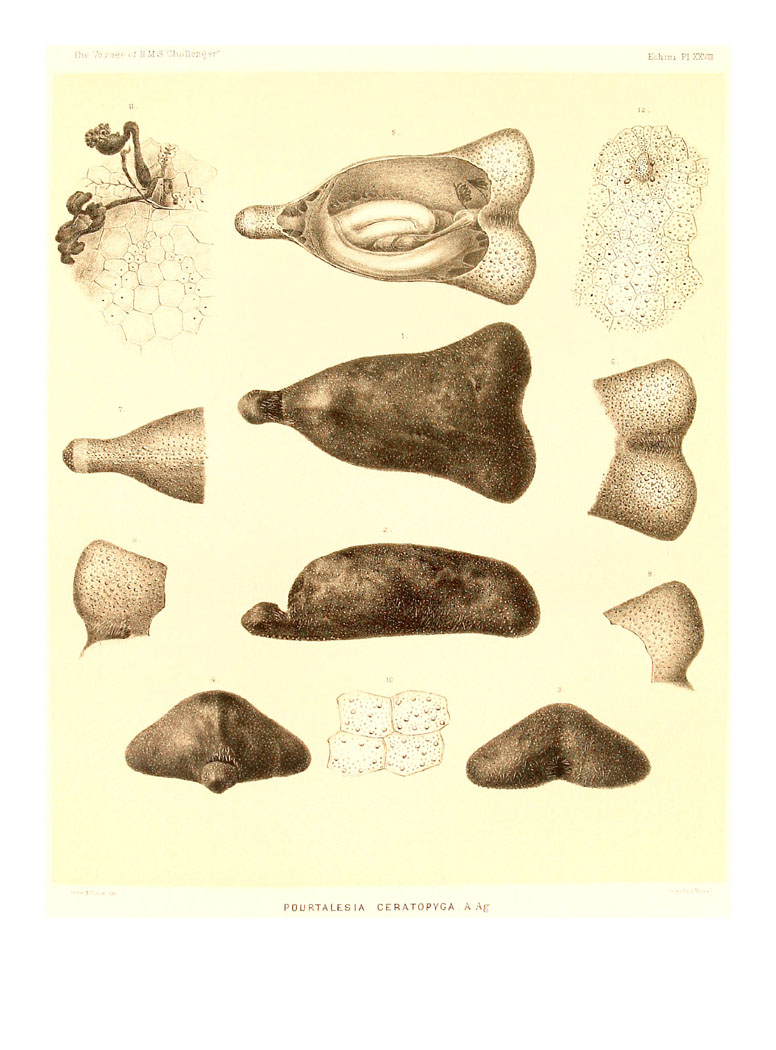
Pourtalesia ceratopyga par A. Agassiz (1881)

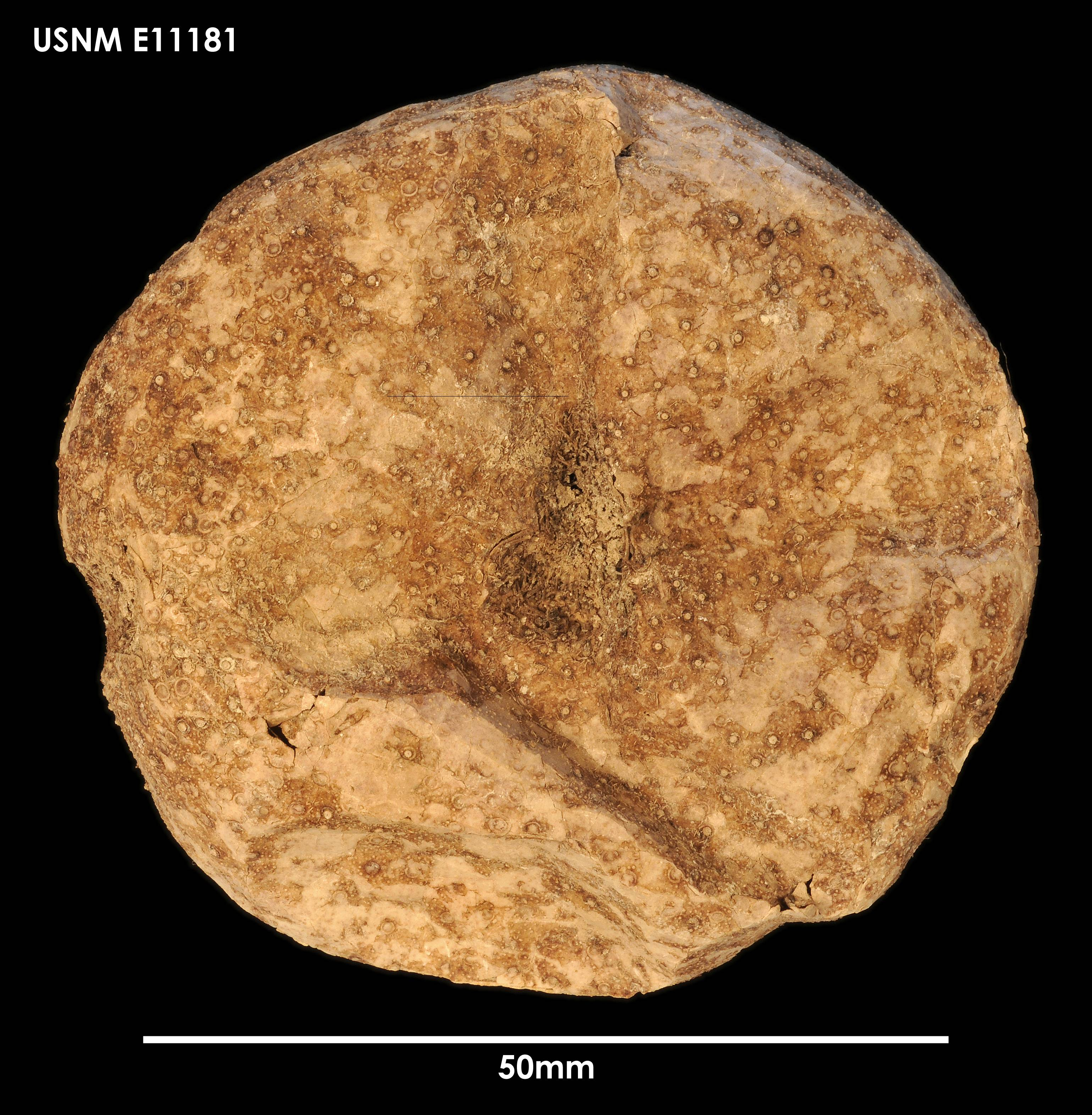
Pilematechinus vesica (famille des Urechinidae).

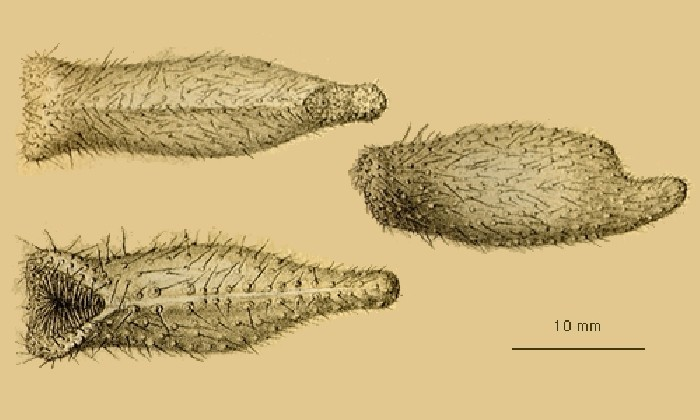
Echinosigra amphora

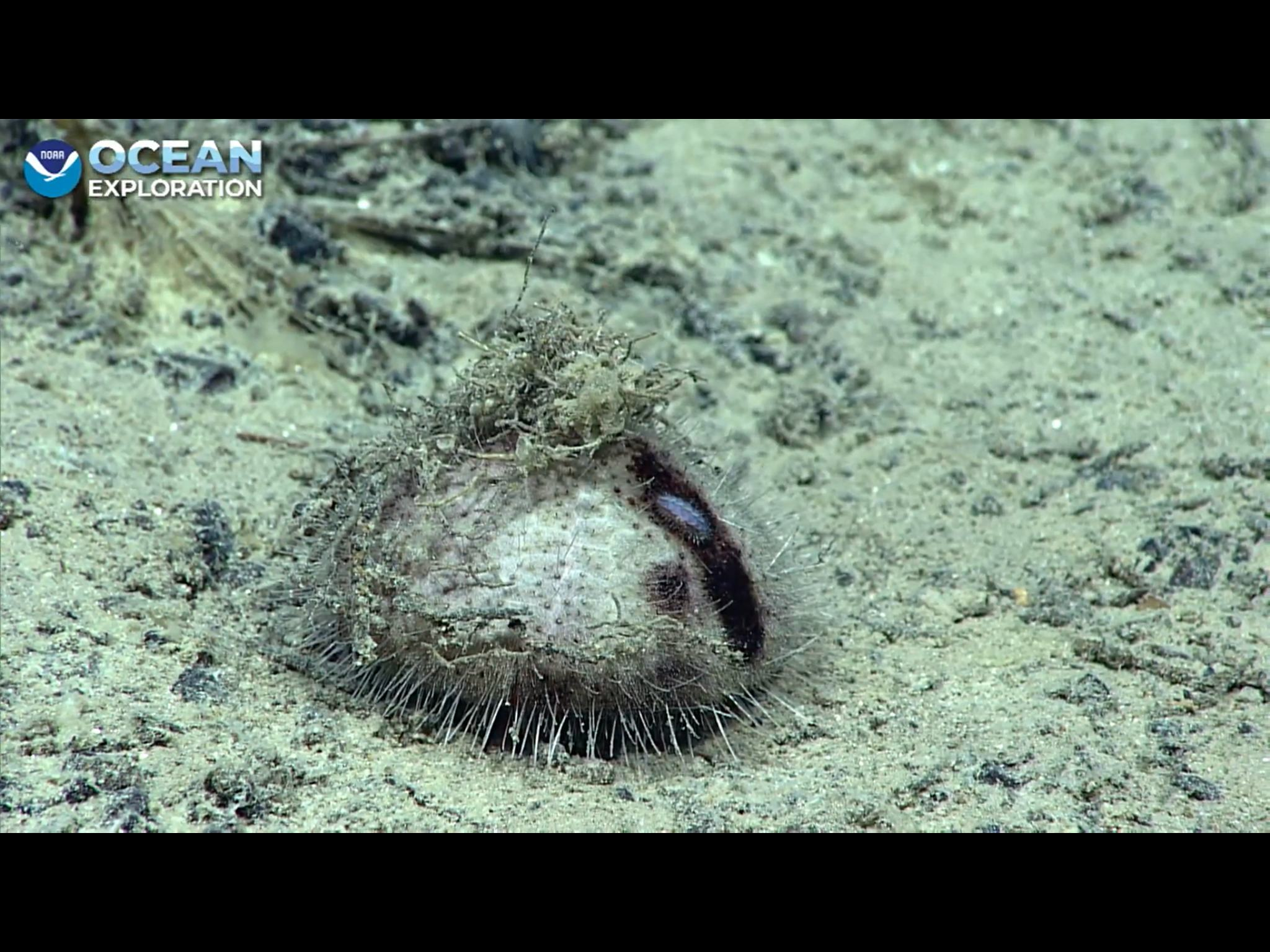
Spécimen de Cystechinus loveni observé in situ dans les abysses au large de l'Alaska.

- Ces oursins sont marqués par une symétrie bilatérale affirmée, y compris pour le disque apical, allongé en longueur.
- La bouche ne contient pas de Lanterne d'Aristote.
- Le test est rigide et aplati.
- Le disque apical est de forme allongée, l'anus ayant migré vers la périphérie du test.
- Le plastron n'est jamais amphisterne[1].

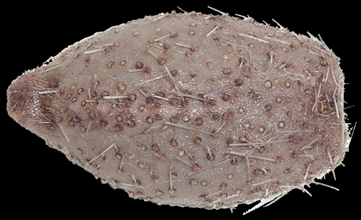
Pourtalesia wandeli (espèce actuelle abyssale, famille des Pourtalesiidae).
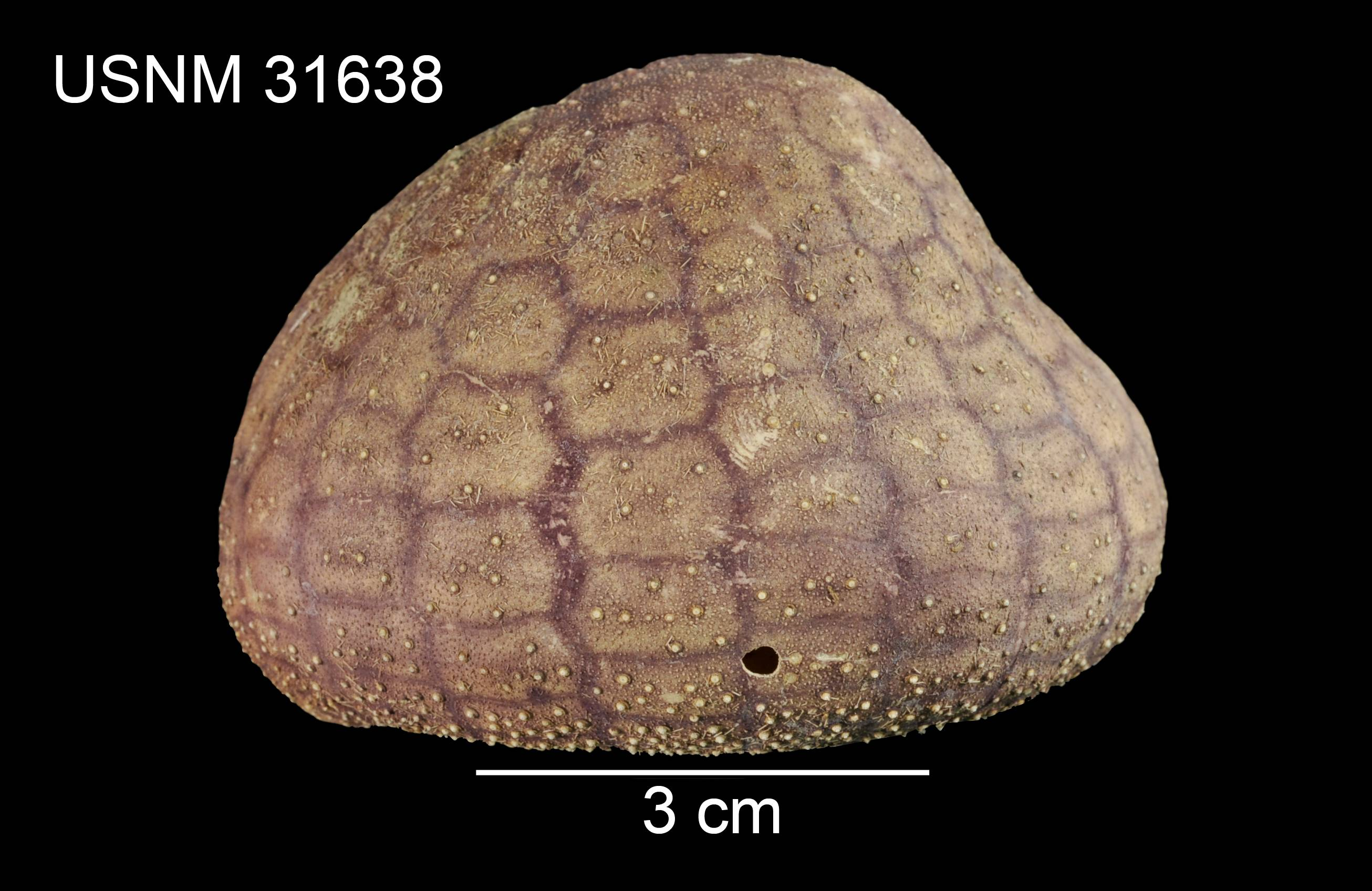
Urechinus reticulatus (espèce actuelle abyssale, famille des Urechinidae).
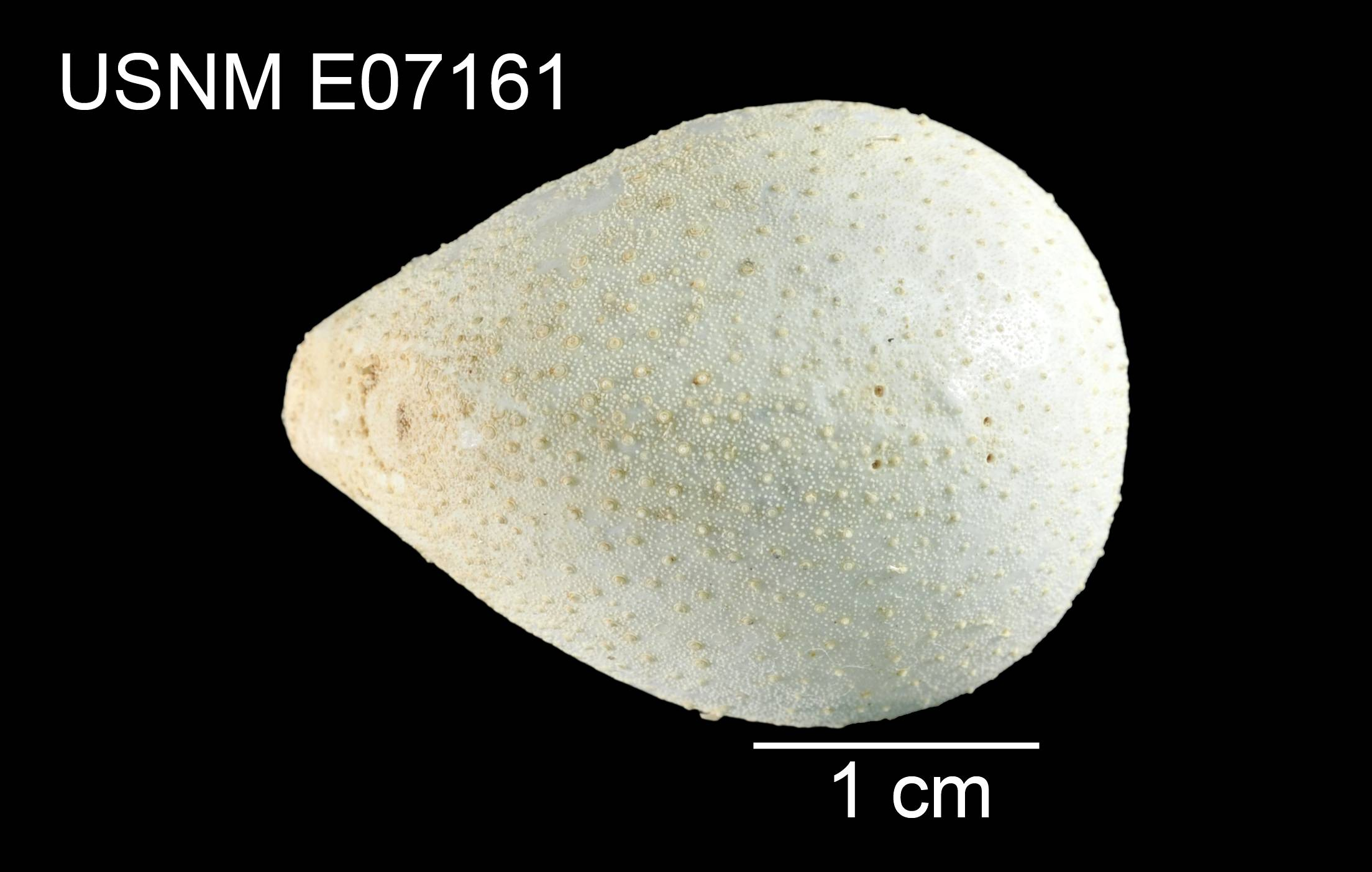
Plexechinus spectabilis (espèce actuelle abyssale, famille des Plexechinidae).
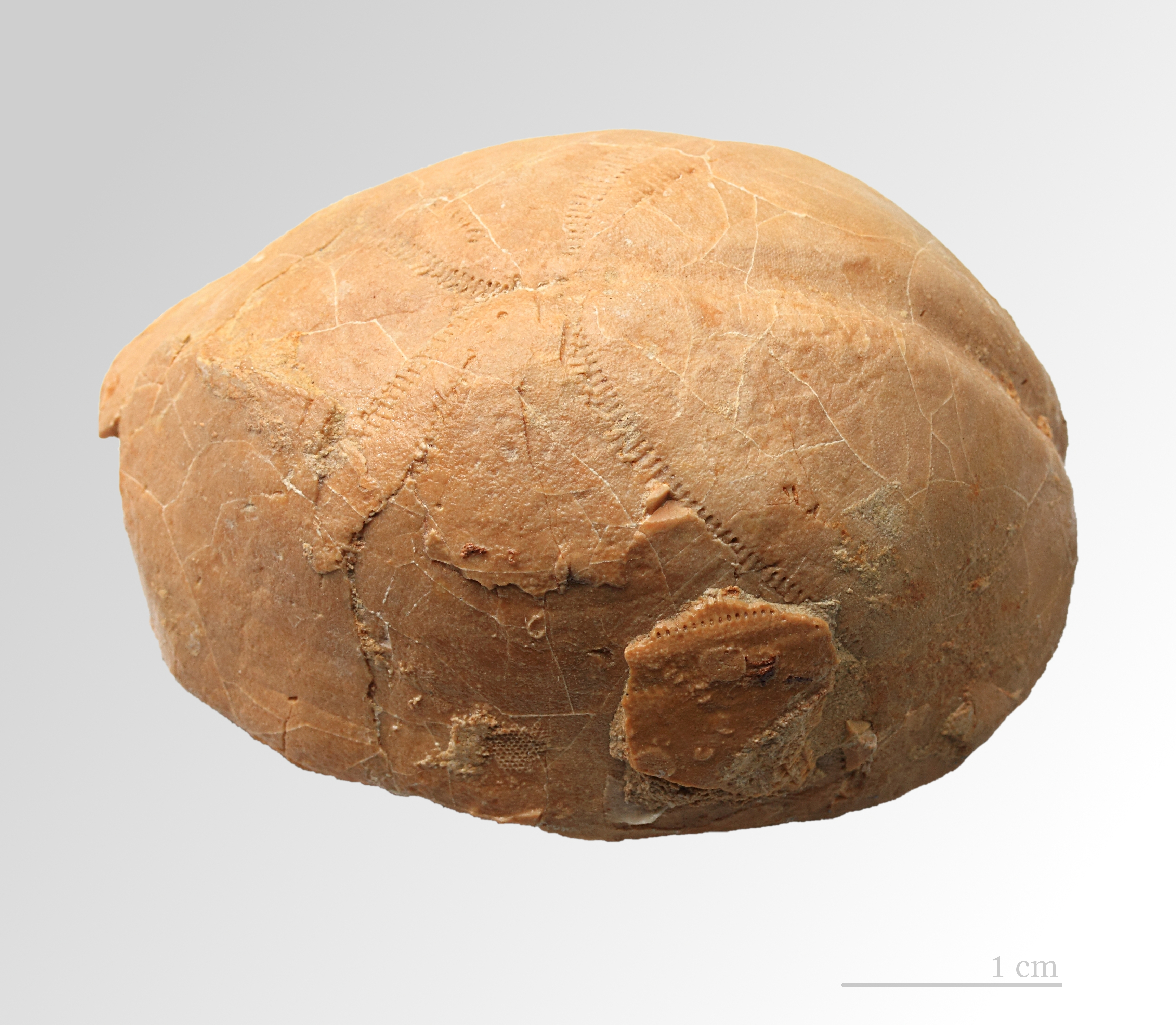
Fossile de Hemipneustes pyrenaicus, Crétacé supérieur (Maastrichtien)
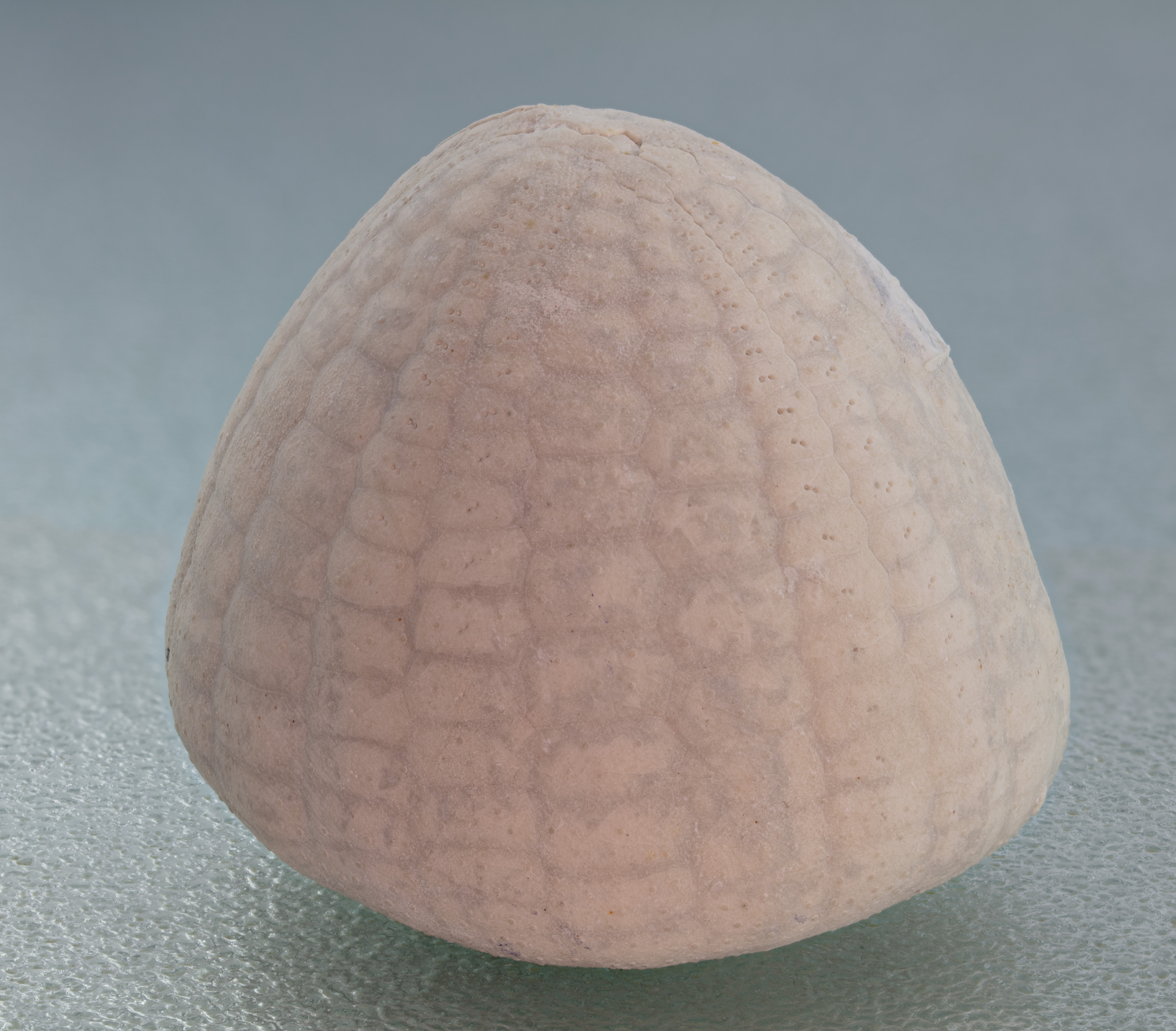
Fossile de Echinocorys sulcata.

Cet ordre semble être apparu au Crétacé inférieur (Berriasien).

### Taxinomie
Liste des familles et genres
Cet ordre ne contient plus qu'une poignée d'espèces survivantes à l'heure actuelle (principalement dans les abysses). Il connut cependant une radiation évolutive importante au Crétacé, où ses représentants étaient abondants et largement répartis.
| Selon World Register of Marine Species (4 février 2015) : ___ ___ ___ - Famille Hemipneustidae (Lambert, 1917) † - genre Hemipneustes L. Agassiz, 1835 † - genre Medjesia Jeffery, 1997 † - genre Opisopneustes Gauthier, 1889 † - genre Plesiohemipneustes Smith & Wright, 2003 † - genre Toxopatagus Pomel, 1883 † - Sous-ordre Meridosternata (Lovén, 1883) - Infra-ordre Cardiasterina † - Famille Cardiasteridae Lambert, 1917 † - Famille Stegasteridae Lambert, 1917f † - Famille Echinocorythidae Wright, 1857 † - Famille Holasteridae Pictet, 1857 † - Genre Salvaster Saucède, Dudicourt & Courville, 2012 † - Infra-ordre Urechinina - Famille Calymnidae Mortensen, 1907 -- 2 genres actuels - Famille Carnarechininae Mironov, 1993 -- 1 genre actuel (douteux) - Famille Corystusidae Foster & Philip, 1978 -- 1 genre actuel (monospécifique) - Famille Plexechinidae Mooi & David, 1996 -- 1 genre actuel - Famille Pourtalesiidae A. Agassiz, 1881 -- 9 genres actuels - Famille Urechinidae Duncan, 1889 -- 4 genres actuels - Famille Pseudholasteridae (Smith & Jeffery, 2000) † - genre Eoholaster Solovjev, 1989 † - genre Giraliaster Foster & Philip, 1978 † - genre Pseudholaster Pomel, 1883 † - genre Taphraster Pomel, 1883 † - Famille Stenonasteridae (Lambert, 1922) † - genre Stenonaster Lambert, 1922 † | Selon Biolib : - Stegasterina Lambert, 1917 - Urechinina H. L. Clark, 1946 |

## Controverses taxinomiques
La base de données NCBI (14 septembre 2013) préfère classer les Holasteroida comme un super-ordre au sein de la sous-classe des Euechinoidea, alors que World Register of Marine Species (4 février 2015) les place pour sa part comme ordre au sein du super-ordre des Atelostomata, dans l'infra-classe des Irregularia. 

La base de données ITIS (14 septembre 2013) ne connait pas ce taxon.